# Bahnhof Kanasashi
Der Bahnhof Kanasashi (jap. 金指駅, Kanasashi-eki) ist ein Bahnhof auf der japanischen Insel Honshū, betrieben von der Bahngesellschaft Tenryū Hamanako Tetsudō. Er befindet sich in der Präfektur Shizuoka auf dem Gebiet der Stadt Hamamatsu, genauer im Stadtbezirk Kita-ku.

## Beschreibung

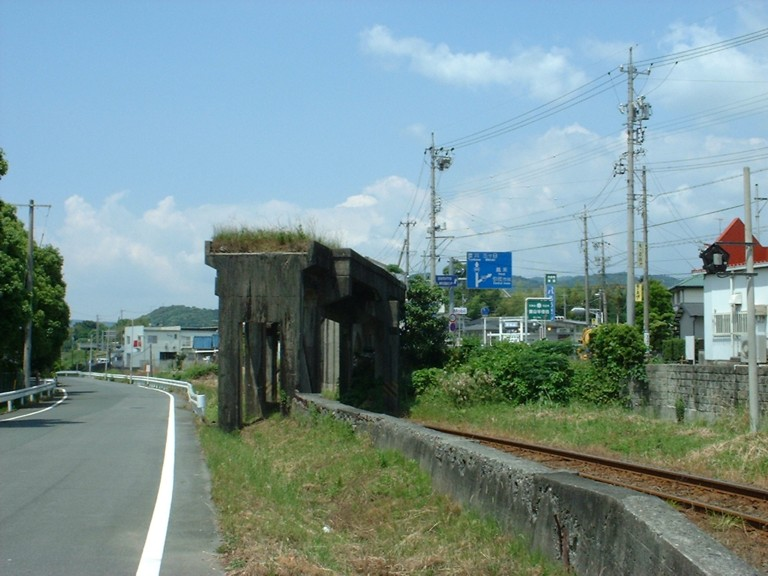
Okuyama-Line, Reste der Überführung der JNR Futamata Line zwischen Kanasashi und Kigakokomae

Kanasashi ist ein Zwischenbahnhof und früherer Anschlussbahnhof an der Tenryū-Hamanako-Linie der Bahngesellschaft Tenryū Hamanako Tetsudō, die Kakegawa mit Shinjohara verbindet. Regionalzüge verkehren in der Regel in einem angenäherten Stundentakt, der in der Hauptverkehrszeit zu einem Halbstundentakt verdichtet wird. Morgens und abends befahren die Züge die gesamte Strecke, während es tagsüber in Tenryū-Futamata eine betriebliche Zweiteilung gibt und dort umgestiegen werden muss. Vor dem Bahnhof gibt es eine Bushaltestelle der Gesellschaft Entetsu Bus.
Der Bahnhof steht im Stadtteil Inasachō-Kanasashi, am nördlichen Rand des Miyakoda-Tals. Die Anlage ist von Osten nach Westen ausgerichtet und besitzt drei Gleise, von denen zwei dem Personenverkehr dienen. Diese liegen an einem Mittelbahnsteig, der durch einen Niveauübergang mit dem Empfangsgebäude an der Nordseite verbunden sind. Der Wasserturm, der Güterschuppen und das Bahnsteigdach stehen seit 2011 als registriertes materielles Kulturgut unter Denkmalschutz.

## Geschichte

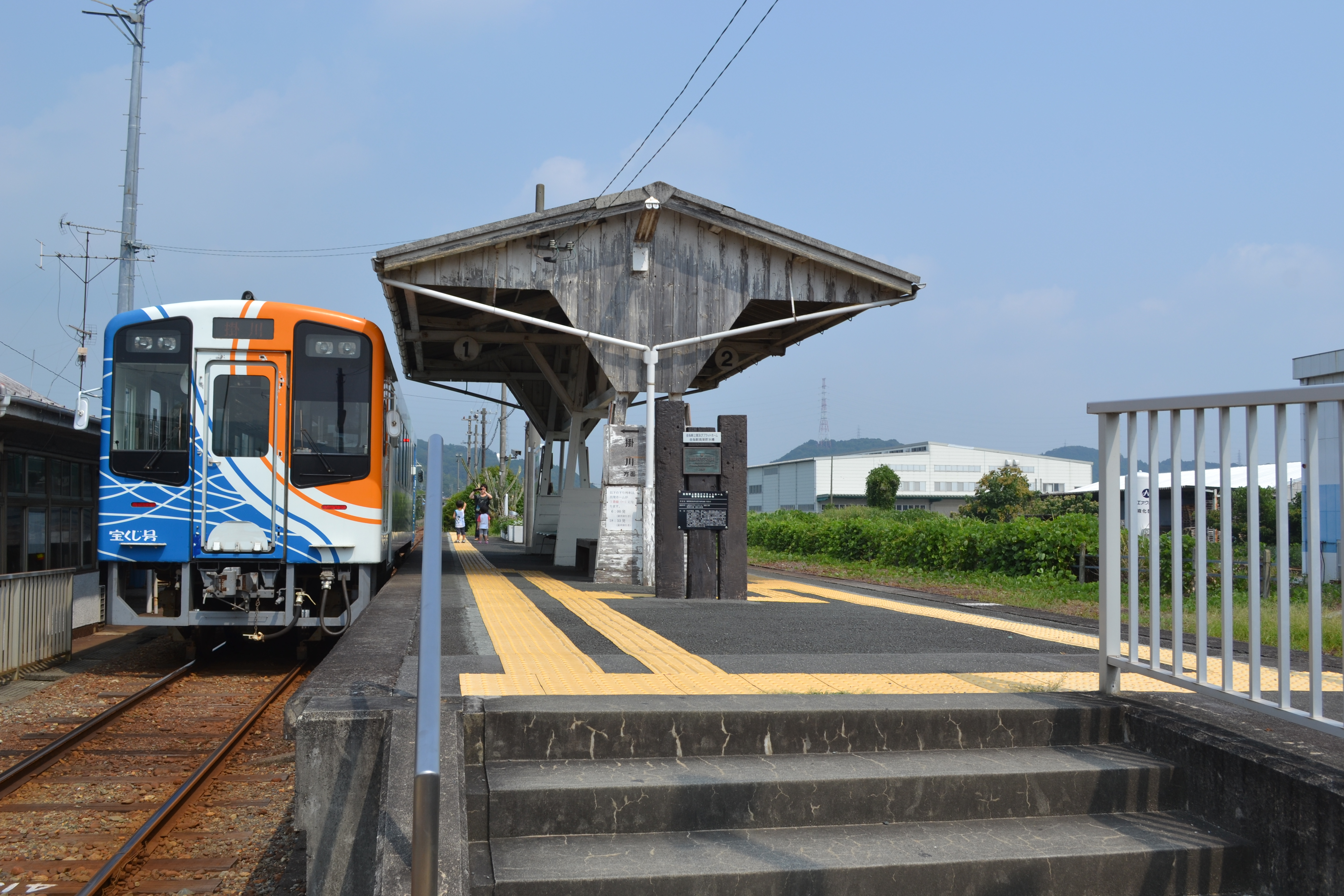
Bahnsteig

Die Hamamatsu Tetsudō (浜松鉄道) nahm den Bahnhof am 30. November 1914 in Betrieb. Dies geschah zusammen mit der Eröffnung des Teilstücks Motoshiro–Kanasashi der Okuyama-Linie, einer Kleinbahn mit einer Spurweite von 762 mm. Dreizehn Monate lang war Kanasashi die Endstation, bis zur Inbetriebnahme des daran anschließenden Teilstücks nach Kigaguchi am 28. Dezember 1915.
Ab Mitte der 1930er Jahre nahm das Eisenbahnministerium etappenweise die kapspurie Futamata-Linie in Betrieb. Von Mikabi im Westen her erreichte sie Kanasashi am 1. April 1938. Etwas mehr als zwei Jahre lang war hier Endstation, bis zur Eröffnung des Teilstücks nach Enshū-Mori am 1. Juni 1940. Somit war Kanasashi zu einem Anschlussbahnhof geworden; zwischen beiden Strecken bestand jedoch aufgrund unterschiedlicher Spurweiten keine Verbindung.
Nach einer Fusion übernahm die Enshū Tetsudō am 1. Mai 1947 die Okuyama-Linie, legte sie jedoch am 1. November 1964 still, womit Kanasashi wieder ein reiner Durchgangsbahnhof war. Ein beim Bahnhof abzweigendes Anschlussgleis war bis 1984 in Betrieb und führte zu einem Zementwerk von Sumitomo Osaka Cement. Aus Kostengründen stellte die Japanische Staatsbahn am 14. März 1985 den Güterumschlag ein. Im Rahmen der Staatsbahnprivatisierung übernahm die neue Bahngesellschaft Tenryū Hamanako Tetsudō am 15. März 1987 die Futamata-Linie und benannte sie in Tenryū-Hamanako-Linie um.